# Aegithalos annamensis
Aegithalos annamensis är en fågelart i familjen stjärtmesar inom ordningen tättingar. Den betraktas oftast som underart till rödhättad stjärtmes (Aegithalos concinnus), men urskiljs sedan 2016 som egen art av Birdlife International och IUCN.
Fågeln förekommer i södra Laos (Bolavensplatån) och Vietnam (centrala och södra Annam). Den kategoriseras av IUCN som livskraftig.